# 사브리나 그데비치

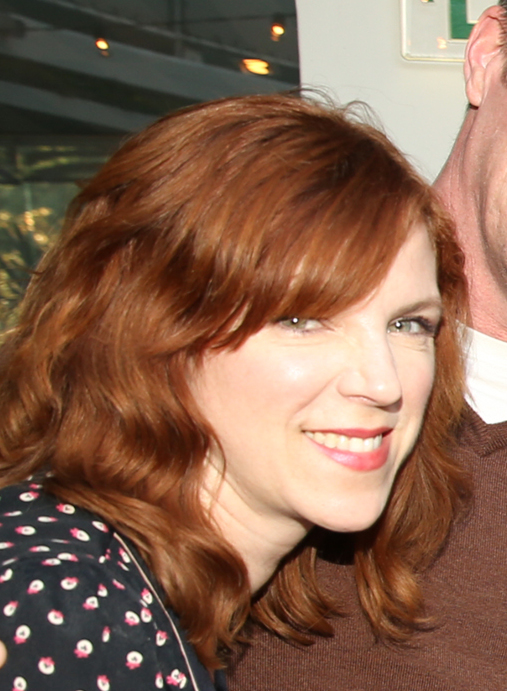

사브리나 그데비치(Sabrina Grdevich, 1971년 10월 ~ )는 캐나다의 영화배우이다.
브램턴에서 태어났다.

## 영화
- 노 스트레인저 댄 러브 (2015년) - 낸시 역
- 코티지 컨츄리 (2013년) - 맥켄지 역
- 사랑이 부족할 때: 로이스 윌슨 이야기 (2010년)
- 까칠한 그녀의 달콤한 연애비법 (2005년) - 레이첼 역
- 프렌드 오브 더 패밀리 (2004년)
- 북 오브 러브 (2004년) - 릴리안 역
- 허트 (2003년)
- 패티 햄버거 (2003년) - 쉐릴 역
- 글로우 (2002년) - 트리쉬 역
- 세크러테리 (2002년)
- 마일 제로 (2001년)
- 롤라 (2001, Lola) - 롤라 역
- 에이 아이 (2001년) - 비서 역
- 4층 (1999년)